# Gracischie
Gracischie (in sloveno Gračišče) è un insediamento di 185 abitanti del comune sloveno di Capodistria, nell'Istria settentrionale.
Oltrepassato il pianoro di Covedo (Kubed), vicino alla strada che corre verso Pinguente, si trova Gracischie, posta in una selletta fra una piccola collina ed il monte Làcina (Lačna), una muraglia carsica di 452 m, sulla quale sorgeva un castelliere. Sul colle ad ovest del monte Làcina, sorgono le rovine ben conservate di un castelliere dell'età del ferro. Per arrivare al paese proveniente da Covedo, dopo una doppia curva si aggira sulla sinistra una cappella in pietra bianca e si sale un vialetto fiancheggiato da grandi querce. All'entrata del paese, invece, c'è una chiesetta alquanto misera su un leggero rialzo contenuto da un muraglione. La chiesa è dedicata a San Nicolò e possiede all'interno due altari intagliati e dorati che sono due piccoli capolavori; dipendeva dalla parrocchia di Covedo. Il bel campanile, staccato dalla chiesa, a base quadra, è costruito in pietra calcarea a vista; in alto, sopra le quattro bifore, c'è un balconcino da cui parte una cuspide alta e a base ottagonale. Sopra la porta del campanile c'è una lapide in pietra, murata e scritta parte in sloveno e parte in lettere cirilliche. Vi si legge la data, il 1876, e si viene a sapere che Jožef Franza era lo zuppano in quel tempo, capo del villaggio nonché giudice nelle cause di primo grado; il suo vice veniva chiamato anche pozuppo. Sono nomi medioevali tramandati dal periodo patriarcale.
Il villaggio conserva la tipica urbanistica medioevale con strette stradine e case addossate, di nudo calcare. Nel 1615 fu devastato e bruciato dalle truppe austriache in un'azione di guerriglia contro i Veneziani. Fu nuovamente devastato e bruciato dalle truppe nazifasciste nell'ottobre del 1943.
Dal sagrato della chiesa la vista spazia sul pianoro che scende verso Figaròla. Gracischie rientra nel gruppo di paesi che fanno parte del bacino idrografico del Risano e le sue acque, come quelle del pianoro di Covedo si riversano in questo fiume. A 1 km dal paese, la strada ha una diramazione a destra per Portole e Montona, mentre per Pinguente si prosegue sul lato settentrionale di una lunga valle alluvionale formata in massima parte da argille in alternanza con prati e campi coltivati.